# 阿替洛尔
阿替洛尔（英語：Atenolol）是一种选择性的β1肾上腺素受体拮抗剂，β-受体阻滞药的一种，用于治疗心血管疾病。在1976年，阿替洛尔被研发出来替代普萘洛尔作为治疗高血壓的药物，能降低心脏的活性。但与普萘洛尔不同，阿替洛尔不经过血脑屏障，从而避免各种对中樞神經系統的副作用。